# Jo Freeman
Jo Freeman (Atlanta, Georgia, 26 de agosto de 1945) es una politóloga, escritora y abogada feminista estadounidense. En la década de 1960, cuando era estudiante en la Universidad de Berkeley, se involucró activamente en organizaciones en defensa de las libertades civiles y en el movimiento por los derechos civiles primero en favor de las personas afroamericanas y después a las mujeres. También fue una de las primeras activistas del movimiento de liberación de las mujeres en Estados Unidos durante la segunda ola del feminismo en la década de 1960. Especialista en movimientos sociales y partidos políticos es autora de varios textos históricos del feminismo, entre ellos La tiranía de la falta de estructuras. También ha escrito ampliamente sobre leyes, políticas públicas y derechos de las mujeres y sobre mujeres en la política. En la actualidad mantiene su lucha en defensa de los derechos civiles y los derechos de las mujeres. Ha participado en la Marcha de las Mujeres de Washington en 2017 y destaca el movimiento Me Too y el valor de denunciar públicamente los abusos.

## Biografía
Nació en Atlanta, Georgia en 1945. Su madre, Helen, era de Hamilton (Alabama), y había servido durante la Segunda Guerra Mundial como teniente primero en el Cuerpo de Mujeres del Ejército destinado en Inglaterra. Poco después del nacimiento de su hija, se mudó a Los Ángeles, California, donde enseñó secundaria hasta poco antes de morir de un enfisema. Jo Freeman asistió a la Birmingham High School, pero se graduó en la primera clase de la Granada Hills High School en 1961. Se licenció con mención especial en Ciencias Políticas en la Universidad de Berkeley en 1965. En 1968 comenzó su trabajo de posgrado en Ciencias Políticas en la Universidad de Chicago y completó su doctorado en el año 1973. Después de cuatro años de docencia en la Universidad Estatal de Nueva York, fue a Washington D. C. como becaria de Brookings y se quedó un año más como becaria del Congreso de la Asociación Estadounidense de Ciencias Políticas. En 1979 ingresó en la Facultad de Derecho de la Universidad de Nueva York como becaria Root-Tilden y recibió su título de doctora en Jurisprudencia (JD) en 1982. Un año más tarde, en 1983, fue admitida en el Colegio de Abogados del Estado de Nueva York.

### Activista estudiantil en Berkeley
En Berkeley, Freeman participó activamente en la Universidad Young Democrats y en el partido político del campus, SLATE. Allí trabajó para abolir las pruebas nucleares, para eliminar la censura de la Universidad sobre los oradores polémicos, y para mejorar la educación de pregrado en California. Desarrolló una guía para clases y profesores titulada SLATE Supplement to the General Catalog, para lo cual Freeman escribió reseñas sobre profesores y sus cursos. Uno de los principios fundamentales de SLATE era que los estudiantes deberían tener en el campus los mismos derechos que tenían como ciudadanos fuera de él, para tomar posiciones sobre los problemas, cosa que no sucedía desde otoño de 1930. En ese año, la Universidad restringió estos derechos al haberse convertido en una molestia el apoyo de los estudiantes a las reivindicaciones del movimiento por los derechos civiles.
En el otoño de 1964 el problema se agudizó cuando las organizaciones estudiantiles establecieron mesas en el campus para solicitar dinero y reclutar estudiantes para la acción política fuera del campus, desafiando la prohibición. Una persona fue arrestada y varios estudiantes recibieron citaciones administrativas. Después de que las negociaciones de última hora con el presidente de la Universidad, Clark Kerr, evitaron un arresto masivo, el Movimiento por la Libertad de Expresión (FSM) se constituyó con los grupos estudiantiles para continuar con la lucha. Freeman representó a los Jóvenes Demócratas en el comité ejecutivo del FSM. Después de dos meses de negociaciones infructuosas, Freeman fue una de "los 800" estudiantes que fueron arrestados por participar en una sentada en el edificio de la administración principal del 2 al 3 de diciembre de 1964. Este fue el mayor arresto masivo en la historia de California. La publicidad que generó obligó a los órganos directivos de la Universidad a cambiar las reglas para que las y los estudiantes pudieran abordar cuestiones políticas en el campus.

### Activista por los derechos civiles
Cuando el movimiento por la defensa de los derechos civiles llegó a la zona de la Bahía de San Francisco en 1963, realizaron piquetes y distintas acciones contra los empleadores locales que no contrataban a los negros. Estas actuaciones fueron seguidas de negociaciones fallidas con los hoteles más elegantes de San Francisco y varios concesionarios de automóviles. Freeman formó parte del grupo 167 manifestantes arrestados en el Sheraton-Palace Hotel en marzo de 1964, y de las 226 personas arrestadas en la agencia Cadillac en abril. Fue absuelta en su primer juicio y condenada en el segundo a quince días de cárcel. Su segundo juicio le impidió asistir al proyecto Freedom Summer de 1964 en Misisipi. Cuando terminó, hizo autostop hacia la Convención Nacional Demócrata de 1964 en Atlantic City, Nueva Jersey, para apoyar la petición del Partido Democrático de la Libertad de Misisipi de ocupar un lugar en la delegación regular de Misisipi, toda compuesta por personas blancas.
Después de graduarse de UC Berkeley, Freeman se unió al proyecto de verano de la Conferencia Sur de Liderazgo Cristiano (SCLC), SCOPE (Organización Comunitaria del Sur y Educación Política). Cuando terminó el verano, empezó a trabajar en la SCLC sobre el terreno. Al año siguiente hizo el registro de votantes en Alabama y Misisipi, siendo encarcelada varios días en ambos estados. En agosto de 1966, cuando trabajaba en Grenada, Misisipi, el Jackson Daily News publicó un artículo en su editorial describiéndola como una "agitadora profesional" y simpatizante del comunismo. El artículo iba acompañado con cinco fotografías, incluida una tomada en California durante el FSM, lo que la convirtió en objetivo potencial para los escuadrones de la muerte de Misisipi. Treinta años más tarde, una orden de un tribunal federal reveló que la Comisión de Soberanía del Estado de Misisipi proporcionó al periódico la información. Un informante había documentado la participación de Freeman en el FSM y la había reconocido en Grenada. Preocupada por su seguridad, la SCLC envió a Freeman de regreso a Atlanta, donde trabajó en la oficina principal y también como asistente de Coretta Scott King durante seis semanas. En octubre fue enviada a trabajar en el proyecto de Chicago de SCLC. A medida que el proyecto de SCLC en Chicago se desvanecía, Freeman comenzó a trabajar para un periódico comunitario, el West Side TORCH. Cuando este trabajo terminó, trató de encontrar trabajo como periodista y fotógrafa en Chicago, donde la rechazaron alegando que "las chicas no pueden cubrir los disturbios". Finalmente encontró trabajo como correctora en una revista de negocios, más tarde se convirtió en escritora independiente.

## Activista por la liberación de las mujeres y escritora
"Muchos de nosotras que comenzamos este nuevo movimiento habíamos salido de los derechos civiles, y absorbido sus ideas, por lo que dio forma al movimiento de las mujeres. De alguna manera, el movimiento de liberación de las mujeres fue el hijo bastardo del movimiento por los derechos civiles" explicaba en 2014 Jo Freeman en el documental She's Beautiful When She's Angry sobre las primeras activistas del movimiento de mujeres estadounidense en la segunda ola del feminismo.
En junio de 1967, Freeman asistió a un curso de "escuela gratuita" sobre mujeres en la Universidad de Chicago dirigido por Heather Booth y Naomi Weisstein, a quienes invitó a organizar un taller para mujeres en la Conferencia Nacional de Nueva Política (NCNP), que se celebraría durante el fin de semana del Día del Trabajo de 1967 en Chicago. En esa conferencia se formó una bancada de mujeres, dirigida por Freeman y Shulamith Firestone, que intentaron presentar sus propias reivindicaciones en la sesión plenaria. Sin embargo, fueron rechazadas con el argumento de que no eran lo suficientemente importantes. Ante sus protestas y amenazas consiguieron que su propuesta se incluyera al final de la agenda, sin embargo, nunca llegó a discutirse. Cuando el director de la Conferencia Nacional de Nueva Política, William F. Pepper, se negó a reconocer a ninguna de las mujeres pendientes de hablar y llamó a alguien para que hablara sobre el indio americano, cinco mujeres, incluida Firestone, corrieron al podio para exigir saber el motivo. Pero William F. Pepper le dio unas palmaditas en la cabeza a Firestone y le dijo: "Muévete pequeña, tenemos asuntos más importantes de los que hablar aquí que la liberación de la mujer", o posiblemente, "Tranquilízate, pequeña. Tenemos cosas más importantes para hablar que sobre los problemas de las mujeres". Freeman y Firestone reunieron a las mujeres que habían asistido al curso de "escuela gratuita" y al taller de mujeres en la conferencia, y esta reunión se convirtió en el primer grupo de liberación de mujeres de Chicago. Era conocido como el grupo Westside porque se reunía semanalmente en el departamento de Freeman en el lado oeste de Chicago. Después de unos meses, Freeman inició la publicación de un boletín que llamóVoz del Movimiento de Liberación de las Mujeres. Circuló por todo el país, e incluso en otros países, dando nombre al nuevo movimiento. Muchas de las mujeres del grupo Westside comenzaron a fundar otras organizaciones feministas, incluida la Unión de Liberación de Mujeres de Chicago.
En otoño de 1968, Freeman se matriculó en una escuela de posgrado en Ciencias Políticas en la Universidad de Chicago. Sin embargo, hizo cursos fuera de la disciplina que le dieron la oportunidad de explorar la investigación sobre las mujeres, los roles sexuales y temas relacionados. Fue una pionera académica en estos temas. La mayoría de los artículos académicos que escribió se publicaron posteriormente en numerosas revistas y en libros de texto universitarios. Cuando la conciencia sobre las mujeres en la Universidad se planteó a raíz del despido de una popular profesora, Freeman lideró los esfuerzos para examinar las experiencias de las mujeres en la Universidad y en los ámbitos universitarios. Estos incluyeron la creación de un "curso gratuito" sobre la posición legal y económica de las mujeres a principios de 1969, presidiendo el subcomité estudiantil del nuevo Comité sobre Mujeres Universitarias, y organizando una importante conferencia sobre mujeres el otoño siguiente.
En la reunión anual de la Asociación Americana de Ciencia Política (APSA) en 1969, Freeman ayudó a fundar el Caucus de Mujeres para Ciencias Políticas, y fue tesorera durante un año. También trabajó en el Comité sobre el Estatus de la Mujer de APSA.
Como resultado de sus publicaciones, Freeman fue invitada a hablar en muchos otros colegios y universidades, principalmente del Medio Oeste. Pasó los veranos de 1970 y 1971 haciendo autoestop a través de Europa distribuyendo literatura feminista. Su conferencia en la Universidad de Oslo en 1970 se atribuye a la creación de su primer nuevo grupo feminista. La literatura que distribuyó también fue muy bien recibida por las feministas en los Países Bajos.
Aunque Freeman no había participado activamente en la política del Partido Demócrata desde que dejó California en 1965 (excepto por un breve período en la campaña presidencial de 1968 de Eugene McCarthy), se postuló como delegada en la Convención Nacional Demócrata de 1972 para poner el nombre de Shirley Chisholm en la papeleta. Quedó en el noveno lugar entre los 24 candidatos en el primer distrito de Chicago y asistió a la convención como alternativa con la Delegación del Desafío de Chicago que derrocó a la lista escogida por el alcalde Daley. Más tarde trabajó en la campaña presidencial de 1984 del senador Alan Cranston de California y fue muy activa en la política del Partido Demócrata en Brooklyn, Nueva York.

### Obra
Freeman escribió cuatro textos feministas que se han convertido en clásicos bajo el nombre de su movimiento "Joreen", que analizaban sus experiencias en el movimiento de liberación de las mujeres. El más conocido es La tiranía de la falta de estructuras, (1970-1971) en el que argumenta que no existe grupo sin estructura, lo que ocurre es que el poder se disfraza y se oculta cuando no se reconoce la estructura. Señalaba, así mismo, que todos los grupos y organizaciones necesitan líneas claras de responsabilidad democrática para rendir cuentas. Su texto BITCH Manifesto de 1969 es considerado un ejemplo temprano de recuperación de lenguaje por un movimiento social, así como una celebración de roles de género no tradicionales. Un tercer artículo, Trashing: The Dark Side of Sisterhood, ( Destrozos: el lado oscuro de la hermandad) iluminó un aspecto del movimiento de mujeres que muchas participantes experimentaron pero pocas quisieron discutir abiertamente. The 51 Percent Minority Group: A Statistical Essay apareció en la antología de 1970 Sisterhood is Powerful: An Anthology of Writings From The Women's Liberation Movement, editado por Robin Morgan.
La disertación de Freeman en 1973 analizó las dos ramas del movimiento de mujeres, argumentando que estaban separadas más por generación y experiencia que por ideología. Lo que ella llamó la "rama más joven" fue iniciada por mujeres con experiencia en derechos civiles, en contra de la guerra y en el activismo estudiantil de la Nueva Izquierda. La "rama más antigua" fue fundada por mujeres que habían sido miembros o trabajado con la Comisión Presidencial sobre el Estatus de la Mujer y las Comisiones estatales relacionadas. Esta última rama dio origen a organizaciones como la Organización Nacional de Mujeres (NOW) y la  Women's Equity Action League (Liga de Acción de Equidad de Mujeres) (WEAL). El libro resultante, The Politics of Women's Liberation, se publicó en 1975 y ganó el premio de la APSA como mejor trabajo académico sobre la mujer en la política. Freeman escribió The Bitch Manfesto en otoño de 1968. En este trabajo, señala que las mujeres son etiquetadas en la sociedad según tres principios: su personalidad, orientación y aspecto físico. 
En 1977, Freeman se asoció al Women’s Institute for Freedom of the Press (WIFP)

### MeToo (2017)
En 2017-2018 Freeman destaca el valor del movimiento Me Too y la necesidad de lograr un cambio cultural sobre la concepción del cuerpo de las mujeres por parte de los hombres. 
"(...)  todavía presumen por ponernos las manos encima sin nuestro consentimiento. Si esos comportamientos fuesen rechazados por ellos mismos, dejando de reírse al respecto y de considerarlos como un triunfo, sería cuestión de tiempo que desapareciesen. Justamente, en ese sentido está trabajando el movimiento #MeToo. No sé cuánto éxito podremos tener, pero confío en que dentro de unos años las mujeres disfrutaremos de una mejor situación en todos los sentidos."
Freeman es partidaria de este movimiento 
"(...) me alegro de que las mujeres hablemos abiertamente por fin. El problema de los abusos siempre ha existido a escondidas: la gente no lo comentaba en general y las mujeres que lo hacían eran desacreditadas. Que ahora esas situaciones se visibilicen públicamente y que tengan consecuencias, como que los hombres sean despedidos, es un importante cambio para que dejen de considerarse aceptables. El movimiento #MeToo nos está ayudando a que, a diferencia de hace años, las mujeres como masa estemos consiguiendo ser creídas."

## Trayectoria en derecho y ciencia política
Antes de doctorarse por la Universidad de Chicago en 1973, Freeman enseñó durante cuatro años en la Universidad Estatal de Nueva York. Luego pasó dos años en Washington D. C. como becaria en la Institución Brookings y más tarde como becaria del Congreso de APSA. Con un creciente interés en las políticas públicas, y sin poder encontrar un puesto a tiempo completo en el ámbito universitario, Freeman decidió estudiar Derecho tras obtener una beca Root-Tilden en la Facultad de Derecho de la Universidad de Nueva York. Se tituló como doctora en Jurisprudencia (J. D.) en 1982 y fue admitida en el Colegio de Abogados del Estado de Nueva York el año siguiente. Mantuvo un despacho privado en Brooklyn, Nueva York, durante muchos años, sirviendo como consejera para mujeres que se postulaban para cargos políticos y para manifestantes pro-elección.
Freeman ha publicado 11 libros y cientos de artículos. La mayoría se refieren a algún aspecto de las mujeres o al feminismo, pero también escribe sobre los movimientos sociales y los partidos políticos. Dos de estos son considerados clásicos: Sobre los orígenes de los movimientos sociales y La cultura política de los partidos demócratas y republicanos. Mujeres: una perspectiva feminista tuvo cinco ediciones y durante muchos años fue el principal libro de texto introductorio de estudios de la mujer. Una habitación a la vez: cómo ingresaron las mujeres en los partidos políticos (2000) también ganó un premio de beca otorgado por el APSA.
Jo Freeman ha seguido asistiendo a las principales convenciones políticas del partido como periodista. Muchos de sus artículos se publican en su página web, al igual que algunas de sus fotografías de eventos políticos y una pequeña selección de su colección de chapas.

## Libros
- The Politics of Women's Liberation: A Case Study of an Emerging Social Movement and Its Relation to the Policy Process (La Política de Mujeres  Liberation: Un Estudio de Caso de un Emergiendo Movimiento Social y Su Relación al Proceso de Política) (Longman, 1975; iUniverse, 2000). ISBN 978-0-595-08899-7
- Women: A Feminist Perspective (Mujeres: Una Perspectiva Feminista), editor (Mayfield, 1975, 1979, 1984, 1989, 1995). ISBN 1-55934-111-4
- Social Movements of the Sixties and Seventies (Movimientos sociales de los Sesenta y los Setenta) editor (Longman, 1983). ISBN 0-582-28091-5
- Waves of Protest: Social Movements Since the Sixties (Olas de Protesta: Movimientos Sociales Desde los Sesenta), editor con Victoria Johnson (Rowman & Littlefield, 1999). ISBN 0-8476-8747-3
- A Room at a Time: How Women Entered Party Politics (Una Habitación a la vez: Cómo Mujeres Política de Partido Introducido) (Rowman & Littlefield, 2000). ISBN 0-8476-9804-1
- At Berkeley in the Sixties: The Education of an Activist, 1961–1965 (En Berkeley en los Sesenta: La Educación de una Activista, 1961–1965 (Indiana Prensa Universitaria, 2004). ISBN 0-253-34283-X
- We Will Be Heard: Women's Struggles for Political Power in the United StatesS(eremos Oídoa: las luchas de las mujeres paor el oder Político en los Estados Unidos )(Rowman & Littlefield, 2008). ISBN 978-0-7425-5608-9

## Documental
- She's Beautiful When She's Angry. (2014)[28][29]